# Copris kasagii
Copris kasagii är en skalbaggsart som beskrevs av Teruo Ochi och Masahiro Kon 1996. Copris kasagii ingår i släktet Copris och familjen bladhorningar. Inga underarter finns listade i Catalogue of Life.